# Provincia de Kénédougou
Kénédougou es una de las 45 provincias de Burkina Faso, su capital es Orodara.

## Departamentos (población estimada a 1 de julio de 2018)
La provincia está dividida en diez departamentos:
- Banzon 24,263
- Djigouéra 23,266
- Kangala 32,437
- Kayan 29,665
- Koloko 28,509
- Kourinion 21,537
- Kourouma 51,824
- Morolaba 31,899
- N'dorola 42,855
- Orodara 45,696
- Samogohiri 8,984
- Samorogouan 53,295
- Sindo 27,333